# 마쓰키 구류
마쓰키 구류(일본어: 松木 玖生, 2003년 4월 30일~)는 일본의 축구 선수이다.

## 구단 경력
2022년 J1리그의 FC 도쿄에 입단하였다. 2024년 사우샘프턴 FC로 이적했다.

## 국가대표팀 경력
그는 2022년 AFC U-23 아시안컵에 참가할 일본 U-23 국가대표팀에 발탁되었다.
2023년 FIFA U-20 월드컵에 참가할 일본 U-20 국가대표팀에 발탁되었으며, 3경기에 출전, 1득점을 넣었다.
2024년 AFC U-23 아시안컵에도 출전, 우승에 기여했다.